# 根本匠
根本 匠（ねもと たくみ、1951年〈昭和26年〉3月7日 - ）は、日本の政治家、建設官僚。
厚生労働大臣（第21代）、復興大臣（第2代）、内閣総理大臣補佐官（行政改革の推進及び食品安全委員会（仮称）等に係る施策担当）、内閣府副大臣、内閣総理大臣補佐官（経済財政担当）、衆議院国家基本政策委員長、同予算委員長、同経済産業委員長、衆議院議員（9期）、自由民主党福島県支部連合会長を歴任した。

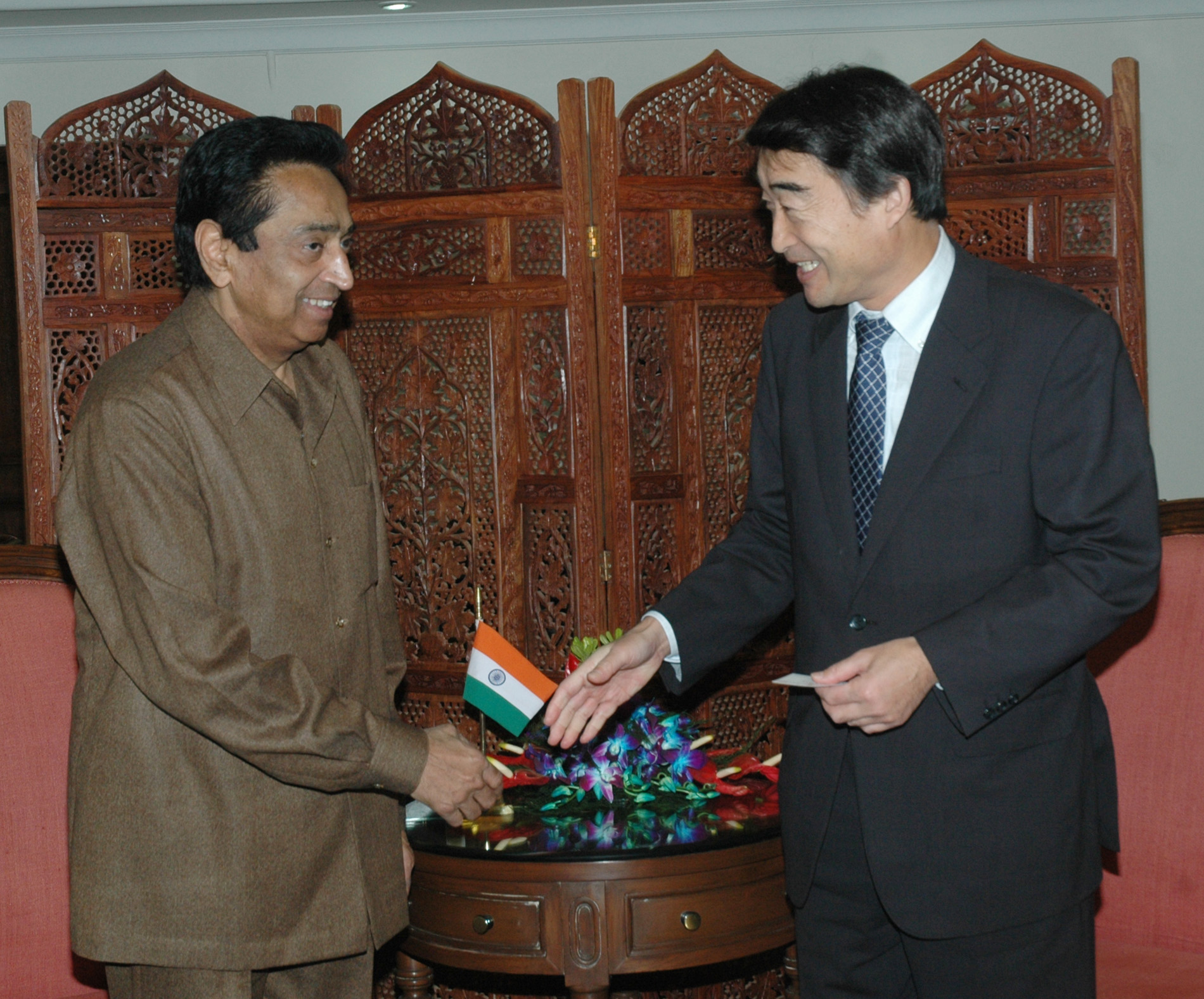
2006年、ニューデリーにて

曾祖父は貴族院議員を務めた根本祐太郎。父は根本正良。

## 来歴
福島県郡山市生まれ。福島県立安積高等学校、東京大学経済学部経済学科卒業。1974年、建設省に入省（道路局高速国道課）。建設省大臣官房政策企画官を最後に退官。

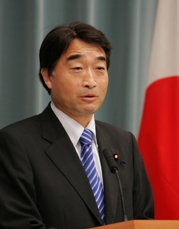
2006年9月、総理大臣補佐官就任時の会見にて

1993年、第40回衆議院議員総選挙に粟山明の地盤を継承し、自由民主党公認で旧福島1区（定数4）から出馬し、得票数2位で初当選した。当選後、宏池会に入会。1998年、小渕内閣で厚生政務次官に就任。2001年1月、党財務金融部会長代理に就任。2002年、第1次小泉第1次改造内閣で内閣府副大臣（経済財政、道路公団民営化、構造改革特区・産業再生機構など担当）及び内閣総理大臣補佐官（行政改革の推進と食品安全委員会（仮称）の設置担当）に任命された。2003年、衆議院経済産業委員長に就任。2006年、第1次安倍内閣で内閣総理大臣補佐官（経済財政担当）に任命された。
2009年の第45回衆議院議員総選挙では福島2区で、千葉7区から国替えをした民主党前職の太田和美に敗れ、比例東北ブロックでの復活も叶わず落選した。2010年、東北志士の会会長に就任。
2012年の第46回衆議院議員総選挙では、日本未来の党から出馬した太田らを破り、福島2区で6期目の当選を果たし、3年3ヶ月ぶりに衆議院議員として国政復帰した。選挙後に発足した第2次安倍内閣で復興大臣に任命され、初入閣した。また、2009年の総選挙落選者で自民党唯一の入閣である(公明党前代表の太田昭宏も先の総選挙で返り咲き、国土交通大臣として入閣)。2014年の内閣改造に伴い退任。同年12月の第47回衆議院議員総選挙で、7選。
2017年10月の第48回衆議院議員総選挙で、8選。党金融調査会長、党税制調査会副会長、党東日本大震災復興加速化本部常任顧問、同本部福島会議代表、東京農業大学客員教授を務める。
2018年10月2日、第4次安倍改造内閣において、厚生労働大臣として再入閣。2019年1月22日、厚生労働省の「毎月勤労統計調査」の不正問題で鈴木俊彦事務次官を訓告、担当部署の幹部を減給など幹部職員ら22人を処分し、自身も、大臣就任時からの4カ月分の給与と賞与の全額を自主返納すると発表した。
2020年1月、望月義夫の死去に伴い空席となっていた岸田派（宏池会）の事務総長に就任。
2021年10月31日、第49回衆議院議員総選挙で9選。同年12月、岸田派の会長代行に就任。事務総長も兼任し、また衆議院予算委員長にも就任。
2024年9月29日、記者会見を行い、「自らの使命、役割に一区切りが付いた。」として次期衆院選への不出馬を表明した。

## 人物

### 統一教会との関係
- 1995年に都内のホテルで行われた、統一教会幹部・朴普煕（パクポヒ）が開いたイベント「朴普煕博士『希望の日』晩餐会」に招待され、警視庁公安部が作成した捜査資料に名前が載っていた[14]。真偽についてデイリー新潮が根本に尋ねると、出席については否定した[14]。

## 政策

### 復興大臣として
- 2012年の第2次安倍内閣において、復興大臣に任命された。組閣当日の両院議員総会で、総裁に選出された安倍から、すれ違いざまに「復興頼むよ」と声をかけれ、根本はそれを「復興大臣の内示だった」と回述している[15]。根本は、後の回述で、「財務省と何度も議論をし」「民主党時代に23年～27年度で19兆円と見込んでいた」されている復興関連予算を「23年度から27年度で25兆円まで引き上げることに成功」したと述べている[16]。また同著で根本は、”その予算で「地域の希望復活応援事業」「コミュニティ復活交付金」「子ども元気復活交付金」を3本柱として[17]、復興に関わる「複数の省庁にまたがる案件」や、出向者などが多い「寄り合い所帯」である復興庁では難しいとされるボトムアップ型の政策決定ではなく、根本自ら意思決定相するトップダウン方式の組織改編をした”と述べている。根本は、このやり方を、小泉内閣の際の仕事の進め方である「タスクフォース」をまねて、「匠フォース」方式と名付けている。[16]。この予算を使って作られた施設の1つが、福島の中通り地区にある「いわせ悠友スタジアム」「季楽里（きらり）」「スマイルキッズパーク」等である[18]。また、高台移転に関して、後に根本は「柔軟な区域の変更」「農地法の規制緩和」「所有者不明の土地の対応」を柱として、高台移転を加速化し、平成25年度までに高台移転の用地取得率95％（平成24年度は12％）達成や、平成27年度までに災害公営住宅の完成見通し74％を達成した[19]

### たばこ問題
- 非喫煙者や未成年者を受動喫煙から守る法律の制定に反対。その理由として「なんでも法律で縛る考え方はどうか」と回答している[20]。
- たばこ事業法の廃止に反対。中山間地域の葉たばこ農家の視察で「事業法を廃止されると後継者に困る」と言われた際に、「葉タバコは中山間地域でも専業が成り立つ数少ない品目である」との考えを示し、同じく中山間地域に選挙区を持つ鈴木俊一を中心に真剣に取り組んでいく考えを示した[21]。

### 朝日新聞等のアンケートへの回答
- 2013年11月26日、特定秘密保護法案の採決で賛成票を投じている[22]。
- 選択的夫婦別姓制度の導入に、2014年の調査では反対としていたが[23]、2017年の調査では、「どちらかといえば賛成」としている[24]。
- 憲法9条の改正と集団的自衛権の行使に賛成。
- アベノミクスを評価する。
- 原発は日本に必要だ。
- 村山談話・河野談話を見直すべき。
- ヘイトスピーチを法律で規制することに反対[25]。
- 2021年5月28日、新型コロナウイルスがまん延する中で、加藤勝信官房長官と面談。大都市圏と小規模都市では対応する課題が異なることを踏まえて、地域事情に応じた医療体制を構築する必要性を話した。「『郡山モデル』の取り組みをはじめとした好事例を集め横展開が必要だ」と記者団に答えた[26]。

## 不祥事

### 談合事件への関与疑惑
根本の衆院選資金に関連し談合事件と関連して、東急建設側から前知事実弟の佐藤祐二被告を通じて200万円を入手していたという、不明瞭な資金の流れが指摘されている。2007年1月12日、東京地方裁判所での福島官製談合事件公判で、福島県知事の佐藤栄佐久に関連する談合事件で競売入札妨害罪に問われた空調設備会社社長被告人・辻政雄の証言で明らかになった。2005年の第44回衆議院議員総選挙の際、根本の選挙支援名目で佐藤の弟・佐藤祐二から協力を依頼され、それを東急建設に取り次ぎ、結果的に佐藤祐二は200万円を手に入れたとされる。辻政雄は「祐二被告から『根本議員の状況が悪い。知事の地元の郡山地区選出の議員が落選すると、知事が不利な状況になる』と言われた」と被告人質問で述べている。根本の地元選挙事務所は、辻の証言を否定している。

### 国民年金未納
2004年の政治家の年金未納問題に関連し、厚生政務次官及び内閣府副大臣・首相補佐官に就任していた2年2か月間、国民年金保険料が未納であったことが判明した。根本は自身のホームページにてこの事実を認めたうえで反省の弁を述べた。

## 選挙歴
| 当落 | 選挙                   | 執行日         | 年齢 | 選挙区    | 政党       | 得票数     | 得票率 | 定数 | 得票順位 /候補者数 | 政党内比例順位 /政党当選者数 |
| ---- | ---------------------- | -------------- | ---- | --------- | ---------- | ---------- | ------ | ---- | ------------------ | ---------------------------- |
| 当   | 第40回衆議院議員総選挙 | 1993年07月18日 | 42   | 旧福島1区 | 自由民主党 | 6万4503票  | 15.37% | 4    | 2/9                | /                            |
| 当   | 第41回衆議院議員総選挙 | 1996年10月20日 | 45   | 福島2区   | 自由民主党 | 10万102票  | 49.27% | 1    | 1/3                | /                            |
| 当   | 第42回衆議院議員総選挙 | 2000年06月25日 | 49   | 福島2区   | 自由民主党 | 11万6835票 | 52.45% | 1    | 1/4                | /                            |
| 当   | 第43回衆議院議員総選挙 | 2003年11月09日 | 52   | 福島2区   | 自由民主党 | 10万8838票 | 51.02% | 1    | 1/3                | /                            |
| 当   | 第44回衆議院議員総選挙 | 2005年09月11日 | 54   | 福島2区   | 自由民主党 | 12万5447票 | 52.79% | 1    | 1/3                | /                            |
| 落   | 第45回衆議院議員総選挙 | 2009年08月30日 | 58   | 福島2区   | 自由民主党 | 11万1596票 | 45.49% | 1    | 2/3                | /                            |
| 当   | 第46回衆議院議員総選挙 | 2012年12月16日 | 61   | 福島2区   | 自由民主党 | 9万8913票  | 52.11% | 1    | 1/5                | /                            |
| 当   | 第47回衆議院議員総選挙 | 2014年12月14日 | 63   | 福島2区   | 自由民主党 | 9万1686票  | 55.24% | 1    | 1/3                | /                            |
| 当   | 第48回衆議院議員総選挙 | 2017年10月22日 | 66   | 福島2区   | 自由民主党 | 9万6892票  | 52.59% | 1    | 1/4                | /                            |
| 当   | 第49回衆議院議員総選挙 | 2021年10月31日 | 70   | 福島2区   | 自由民主党 | 10万2638票 | 54.55% | 1    | 1/2                | /                            |

## 政治献金
- 福島県発注の下水道工事をめぐる談合事件で逮捕された、同県内の大手建設会社「佐藤工業」幹部から計90万円の個人献金を受領していた[29]。
- 日本共産党の機関紙しんぶん赤旗に、消費者金融など貸金業界の政治団体「全国貸金業政治連盟」（全政連）から政治献金を受け取っていると報じられた[30][31]。
- 道路特定財源を資金源とする道路運送経営研究会（道路特定財源の一般財源化に反対している）から献金を受けている[32]。
- 日歯連闇献金事件に関与していた日歯連前会長の臼田貞夫（贈賄容疑で逮捕）の陳情を受けて厚生労働省と協議を進めた。また、日歯連から3000万円の迂回献金を受け取っていた[33]。
- 全国たばこ販売政治連盟や全国たばこ耕作者政治連盟といったたばこ関連団体から、2010年から2015年の間に40万円の政治献金を受けている[34]。

## 論文・著書
- 『政治家根本匠の生き方ー政策本位の政治で日本は変わる』平田淳裕（テラ・コーポレーション新書）1999
- 『日本経済起死回生 トータルプラン』共著（光文社）2001
- 『日本再生　構造改革の全貌』（径草社新書）
- 『自民復権』石原伸晃 と（幻冬舎新書）2009
- 『真の政治主導―復興大臣617日』（中央公論事業出版）2015
- 『疾風に勁草を知る』平田淳裕ほか（中央公論事業出版）2020
- 『憲法をプラクティカルに変える』（中央公論新社）2020

## 所属団体・議員連盟
- 自民党たばこ議員連盟[35]
- 神道政治連盟国会議員懇談会[36]
- みんなで靖国神社に参拝する国会議員の会[36]
- アクショングループ
- NAISの会
- 四騎の会
- 東北志士の会